# 사기누마역
사기누마역(일본어: 鷺沼駅, さぎぬまえき)은 일본 가나가와현 가와사키시 미야마에구에 있는 도쿄 급행 전철의 역이다. 역 번호는 DT14이다.
역장 소재역이고 사기누마 관내로 미야자키다이 ~ 다마 플라자 역간을 관리한다.

## 역사
- 1966년 4월 1일: 영업 개시. 당초에는 오이마치 선 방면에서 4량 편성으로 들어온 열차는 당역에서 2량을 분리하고 2량 편성으로 운전했음.
- 1968년 10월: 본 역에서 분리 작업을 중지하고 4량 편성으로 나가쓰타 방면에 직통 운행하게 됨.
- 1979년 7월: 사기누마 차량기지가 제도고속도교통영단(현, 도쿄 지하철) 관할이 됨.
- 2011년 3월 29일: 북쪽 출입구 개설. 이전부터 있었던 개찰구는 "정면 출입구"가 됨.

## 역 구조
섬식 승강장 2면 4선의 지상역이다. 승강장 부분은 언덕을 깎아 만들었기 때문에 수로 구조이다.
양 끝쪽의 1,4번 선은 대피선으로 평일 아침 러시아워의 상행선 외에는 주로 완급 접속 시에 각역정차가 정차한다. 이 때, 급행은 2,3번 선에 정차하고, 본 역에서 완급 접속을 하지 않는 각역정차는 주로 2,3번 선에 정차한다. 평일 아침 러시아워의 상행선에서는 준급과 각역정차가 상호 교대 발착한다.
남쪽에 도쿄 지하철(도쿄 메트로) 사기누마 검차구 북쪽에 도쿄 급행 전철 나가쓰타 검차구 사기누마 차고와 인접하기 때문에 일부 열차는 당역을 시발・종착 역으로 한다.
미조노쿠치 역에서 당역까지 복복선화 계획이 있다.

### 승강장
| 번호 | 노선        | 방향 | 행선                                                                |
| ---- | ----------- | ---- | ------------------------------------------------------------------- |
| 1・2 | 덴엔토시 선 | 하행 | 나가쓰타・주오린칸 방면                                             |
| 3・4 | 덴엔토시 선 | 상행 | 후타코타마가와・시부야・ 한조몬 선 오시아게・ 도부 선 가스카베 방면 |

#### 역사
역사는 수로를 오른 지상 부분에 있고 약 2층 높이로 높낮이 차이가 있다. 개찰구는 정면 출입구과 북쪽 출입구가 있으며 이 중 북문은 2011년 3월 29일에 설치되었다.
역사와 승강장을 연결하는 통로는 2곳이 있고, 미야마에다이라 방향의 통로는 계단에다 과선교에 상행 에스컬레이터가 설치되어 있다. 다마 플라자 방향 통로에는 계단이 아닌 상하행 에스컬레이터와 엘리베이터가 설치되어 있다. 또, 북쪽 출입구는 다마 플라자 방향의 통로에만 연결되어 있다.
화장실은 미야마에다이라 방면 통로와 다기능 화장실이 정면구의 개찰구 앞에 설치되어 있다.

## 역 주변
가와사키 시 미야마에 구의 상업의 중심이지만, 구청은 옆의 미야마에다이라 역 근처이다.
- 후레루 사기누마 - 4층 건물의 쇼핑 센터이다. 1층에 도큐 스토어, 2층에서 4층은 의류품점과 서점 등의 세입자가 입주.
- 사기누마 공원
- 미야마에 우체국
  - 유초 은행 미야마에점
- 가와사키 사기누마 우체국
- 가와사키 시립 사기누마 초등학교
- 카툰 파크 사기누마 (구, 사기느마 수영장)
  - 프레온 타운 사기누마 - 가와사키 프론탈레가 운영하는 풋살 코트.
  - 사기누마 만남의 광장
  - 가와사키 시립 도바시 초등학교 - 2006년 4월에 개교한 천연 잔디 그라운드의 초등학교.
- 미즈호 은행 사기누마 지점
- 국도 제246호선
- 도메이 고속도로 도메이 가와사키 나들목

## 사진

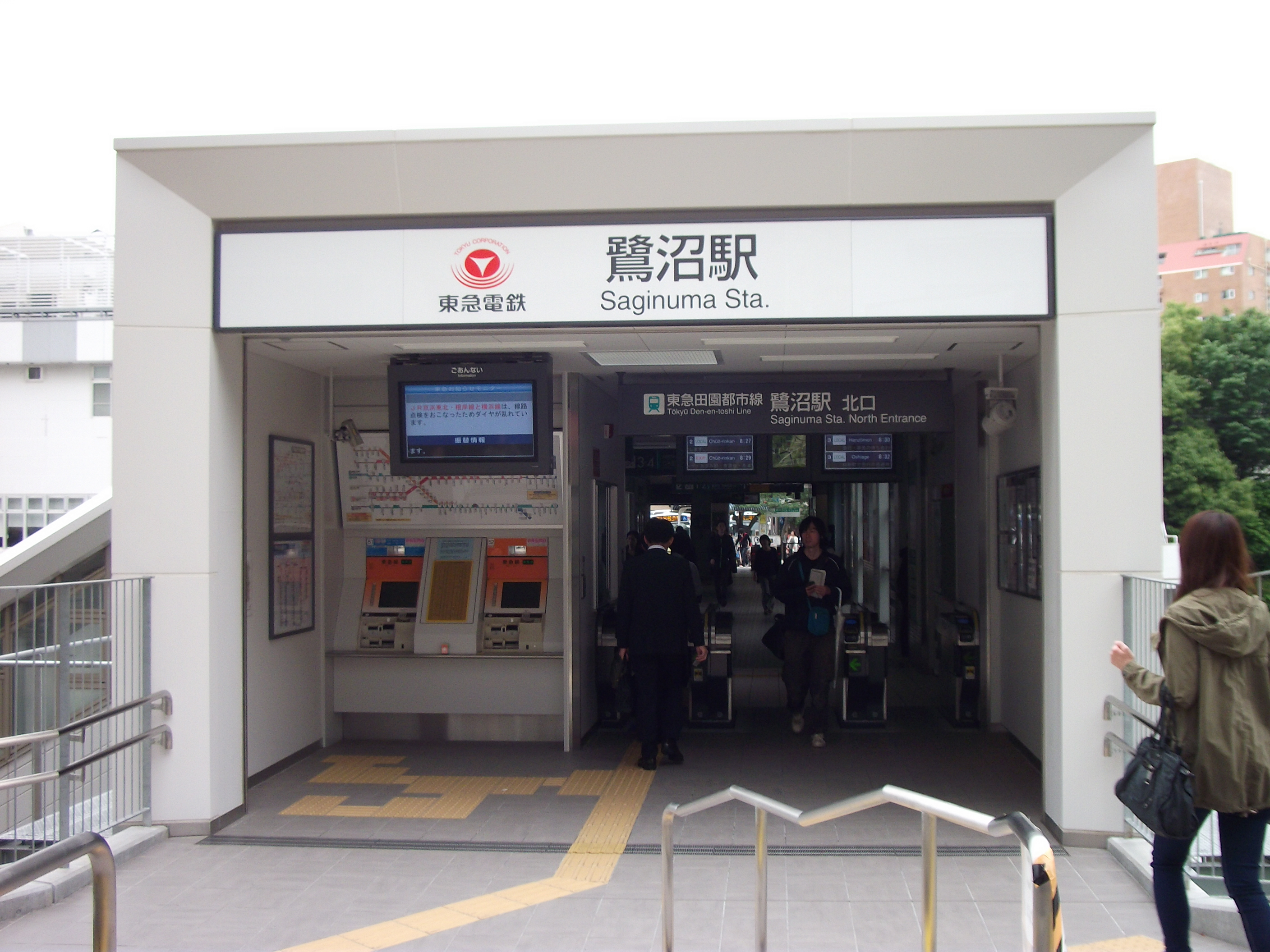
북쪽 개찰구
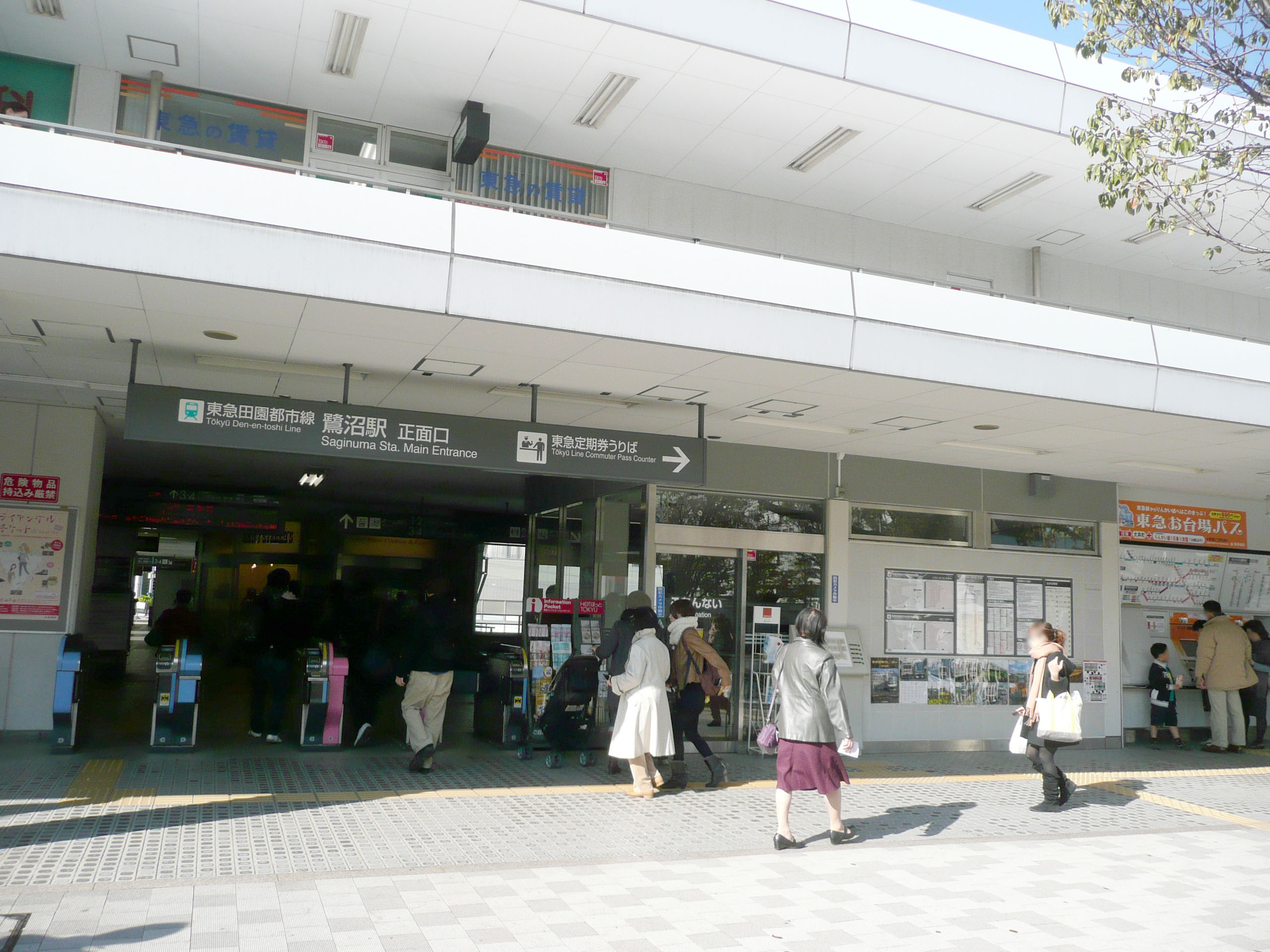
정면 개찰구

## 인접역
북
| 도쿄 급행 전철 덴엔토시 선      | 도쿄 급행 전철 덴엔토시 선 | 도쿄 급행 전철 덴엔토시 선     |
| ------------------------------- | -------------------------- | ------------------------------ |
| DT10 미조노쿠치 시부야 방면     | ■ 급행 ■ 준급              | 다마 플라자 DT15 주오린칸 방면 |
| DT13 미야마에다이라 시부야 방면 | ■ 각역정차                 | 다마 플라자 DT15 주오린칸 방면 |